# Sørgedue
Sørgeduen (latin: Zenaida macroura) er en due, som er en af de mest almindelige og udbredte fuglearter overhovedet i Nordamerika. Fuglen er et yndet jagtobjekt, og det skønnes, at der skydes mere end 20 millioner sørgeduer årligt (op imod 70 millioner i nogle år), alene i USA, både for sportens skyld og til at spise. Dens evne til at bevare bestanden stammer fra dens stærke formeringsevne; et duepar kan på et år få op til seks kuld. Sit navn har sørgeduen fra sin klagende woo-OO-oo-oo-oo-kald. En anden karakteristisk lyd fra fuglen er en usædvanlig fløjten frembragt med vingerne, når den letter eller lander. Duen er en dygtig flyver, der kan opnå en fart på op mod 88 km/t.
Sørgeduen er lysegrå og brun og generelt afdæmpet i farverne. Hannerne og hunnerne ser ens ud. Arten er overordnet set monogam, og et par får oftest to unger per kuld. Begge forældre ruger og tager sig af ungerne. Sørgeduer æder næsten udelukkende korn, men ungerne får duemælk af deres forældre.